# Bergmolen (Tiegem)
De Bergmolen of Stampersmolen is een windmolen in het Belgische dorpje Tiegem. De witte Bergmolen dateert uit 1880 en werd toen gebouwd ter vervanging van een houten molen uit 1735, in opdracht van Petrus Verriest. De naam Stampersmolen komt van de stampers waarmee de olieslagerij van de houten molen was uitgerust. Tot 1915 bleef ook de stenen molen als oliemolen dienen, daarna gebruikte men hem voor het malen van koren. Tijdens de Eerste Wereldoorlog liep de molen veel schade op, maar hij werd hersteld en vanaf 1921 opnieuw gebruikt tot in 1936. In dat jaar werd hij opzettelijk neergehaald door Herman Teirlinck en Charles Dekeukeleire voor hun film Het kwade oog. In 1970/71 werd de molen opnieuw gerestaureerd. De molen werd in 1986 gesloopt en enkele meter verder heropgebouwd.
Sinds 1960 is de molen een beschermd monument.
De vlakte voor de molen werd in 1942 als decor gebruikt voor de film Wenn die Sonne wieder scheint, een Duitse verfilming van Stijn Streuvels De vlaschaard.
- Inventaris van het Bouwkundig Erfgoed (Vlaanderen): 81670